# .nz
.nz은 뉴질랜드의 인터넷 국가 코드 최상위 도메인이다. 이 도메인은 InternetNZ가 관리하며 감독 및 분쟁 해결은 DNCL(Domain Name Commission Limited)이 담당한다. 등록은 승인된 등록기관을 통해 처리된다. 2022년 9월 기준 등록된 .nz 도메인 수는 750,200개이다.

## 역사
많은 오랜 도메인 등록 기관과 마찬가지로 등록 기관도 한동안 비공식적으로 유지되었다. 공식적으로 인정된 최초의 행정 기관은 1995년 InternetNZ가 설립되어 책임이 위임될 때까지 와이카토 대학이었다.
현재 구조 이전에는 .nz의 레지스트리 운영자가 Domainz였다. 역사적으로 Domainz는 DNS와 같은 기타 추가 서비스의 등록 기관 및 공급업체로도 운영되는 InternetNZ의 자회사였다. 자연 독점(레지스트리 활동)과 수직적 통합(레지스트라 및 기타 서비스)의 조합은 일부 사람들에게 경쟁을 제한하는 것으로 간주되어 InternetNZ는 레지스트리 서비스 제공을 강력한 감독을 통해 별도의 조직으로 분리하기로 결정했다. 이 전환 과정의 마지막 부분은 2003년 8월 Domainz를 Melbourne IT에 매각하는 것이었다.
2008년 4월 1일부터 "도메인 이름 위원실"(도메인 이름 위원을 포함한 InternetNZ의 여러 직원)은 InternetNZ의 자회사인 "Domain Name Commission Limited"가 되었다.

## 같이 보기
- .kiwi